# Molec
Molec (in bulgaro Молец?) è un duo musicale bulgaro formatosi nel 2020. È costituito dai cantanti Kristijan Makarov e Julian Slavčev.

## Storia del gruppo
Il duo è stato fondato nel 2020 durante la pandemia di COVID-19 sotto iniziativa di Kristijan Makarov, attivo in precedenza come attore, e Julian Slavčev. È salito alla ribalta nell'estate 2022 col successo 7 dni, diventato il secondo brano in bulgaro più trasmesso nazionalmente di sempre su Spotify a marzo 2025; la canzone ha anche fatto guadagnare al duo quattro premi BG Radio, tra cui quello al miglior testo e quello al miglior esordio. Hanno poi inciso Az i ti (2023) col rapper Virgo, anch'esso accolto commercialmente, e Cjaloto vreme, entrato nella top ten radiofonica della Prophon. Quest'ultimo è il singolo d'apertura del primo album in studio Album, messo in commercio dalla Believe nel novembre 2023, promosso da un tour di sei date e certificato platino dalla BAMP per le 2 000 copie fisiche e digitali vendute nell'arco di due mesi.
A fine anno sono comparsi sia nella lista dei dieci musicisti più ricercati su Google in Bulgaria che in quella delle migliori celebrità bulgare di Forbes Bulgaria. Nel maggio successivo i Molec sono stati riconosciuti nuovamente in quattro categorie ai premi BG Radio, venendo premiati per la prima volta in quella al miglior album. L'EP Včera è stato pubblicato nel giugno 2024, a cui ha fatto seguito una tournée musicale, che ha registrato quasi il tutto esaurito; in modo particolare, sono riusciti a riempire l'Arena Armeec di Sofia a novembre. La divisione nazionale di Forbes li ha inclusi nella classifica delle migliori celebrità bulgare per un secondo anno di fila.
Nel marzo 2025 hanno ricevuto la candidatura in cinque categorie all'edizione annuale dei Godišni muzikalni nagradi na BG Radio; alla cerimonia hanno vinto il premio per la miglior canzone con Vjatăra e quello al miglior duo.

## Formazione

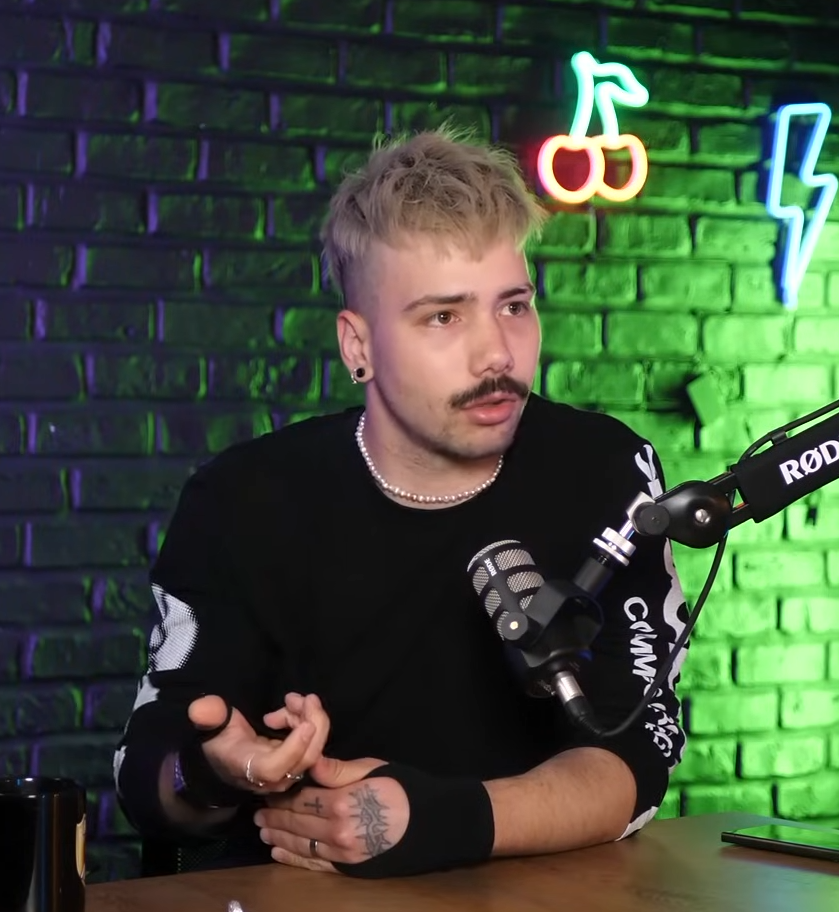
Kristijan Makarov intervistato nell'aprile 2024

- Kristijan Makarov – voce
- Julian Slavčev – voce

## Discografia

### Album in studio
- 2023 – Album

### EP
- 2024 – Včera

### Singoli
- 2021 – Med
- 2021 – Euphoria
- 2022 – 7 dni
- 2022 – Goljam
- 2022 – Tam li si?
- 2022 – Ima koj (feat. Ernesto Valenzuela)
- 2022 – Slučki
- 2023 – Silna (con Mila Robert)
- 2023 – Az i ti (con Virgo)
- 2023 – Cjaloto vreme
- 2023 – Bjal list
- 2024 – Nikăde (con Robi)
- 2024 – Njama značenie
- 2024 – Ti li si?
- 2024 – Biser
- 2024 – Vjatăra (feat. The Mystery of the Bulgarian Voices)
- 2025 – Pripomni mi (con Fyre)
- 2025 – Kak (con Robi)